# Joy Tanner
Joy Tanner (nacida en Rochester, Nueva York, el 7 de marzo de 1966) es una actriz estadounidense de origen canadiense, quien es más conocida por su papel de Nora McDonald en Life with Derek. Volvió a interpretar el papel de Nora McDonald en la película de 2011 Vacaciones con Derek.
Nació en Rochester, Nueva York, Tanner tiene su título de Licenciada de SUNY Potsdam y trabajó con el director ganador del premio SUNY Buffalo Tony Warren. Además tiene su diploma de la América británica Drama Academy (Londres y Oxford, Reino Unido). Después de mudarse a Canadá, comenzó su carrera en el cine, su primera película fue en una aparición pequeña en Acceptable Risk.